# おはよう!ゲートボール
『おはよう!ゲートボール』は、1983年4月から1986年3月までテレビ朝日系列局などで放送されていたスポーツ番組である。テレビ朝日とスーパープロデュースの共同製作。

## 概要
視聴者参加型のスポーツ番組で、一般からの参加者とタレントが5人1組のチームを組み、チームそれぞれがゲートボールで対戦する模様を放送。途中休憩時間を挟んでの45分一本勝負で、トーナメント方式で進行していた。参加タレントの名前がそのままそれぞれのチーム名になっていた。優勝チームには賞品が贈られ、半期に一度のグランドチャンピオン大会に出場できる権利も与えられた。
番組の冒頭では、番組の主題歌に合わせて作られた、スティックを手にしてのストレッチ運動などの「ゲートボール体操」を出演者と参加者全員で行っていた。エンディング前には、ゲートボールの基本的なルールなどを紹介する「ゲートボール教室」が行われていた。
放送時間は日曜朝8時からで、1985年10月からは土曜朝7時15分からの放送になった。視聴率は2桁台を記録することもあった。高年齢層はもとより小学校低学年の視聴者も多く、ある少年雑誌の「好きな番組ベスト10」で8位にランキングされたこともあった。
1984年12月30日には、7:30 - 8:30の枠でこれまでのチャンピオンチームを集めた「グランド・チャンピオン大会」が放映された。
糸井重里はラジオでこの番組にゲスト出演したいと語った後、番組担当者がすぐに連絡して翌週に出演してもらったことがあるという。
広島ホームテレビでは、日曜日時代は木曜6:30 - 7:00の遅れネットだった。TBS系の北陸放送、日本テレビ系の福井放送などでも土曜早朝などを中心に放送されていた。

## 出演者
- 司会：玉置宏[1]（フリーアナウンサー）
- アシスタント：南美希子（当時テレビ朝日アナウンサー）
- レギュラー：三遊亭楽太郎（落語家、後の6代目円楽）[1] - 決勝戦での審判を務めていた。

## 関連書籍
- おはよう!ゲートボール 青空の下で（テレビ朝日、1986年1月発行（1985年12月発売）、ISBN 4-88131-071-2） - 番組のガイドブック。ゲートボールの基本的なルールとゲーム進行についても掲載。